# Giordan Harris
Giordan Kariara Harris (* 19. April 1993 in Las Vegas, Vereinigte Staaten) ist ein Schwimmer von den Marshallinseln.

## Biografie

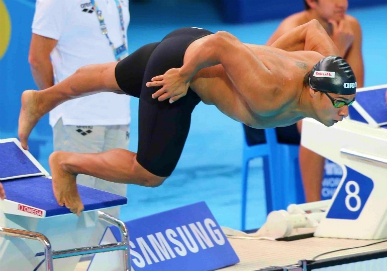

Giordan wuchs auf Ebeye, der dichtesten besiedelten Insel des Kwajalein-Atolls auf den Marshallinseln auf, wo auch seine Mutter Mary geboren wurde. Seine Mutter brachte ihn als Kind regelmäßig in die Lagune, wo er unzählige Stunden schwamm. Mit sechs Jahren war er der erste Schwimmer aus Ebeye, der Teil des Kwajalein-Schwimmteams auf der benachbarten US-Militärbasis war, wo sich das einzige Schwimmbecken auf den Marshallinseln befindet. Er reiste mit der Fähre von Ebeye nach Kwajalein und zurück. Die Fahrt dauerte jeweils eine halbe Stunde. Während des Wettkampftrainings fuhr er zum morgendlichen Training und wieder zum abendlichen Training hin und her und war viermal am Tag auf der Fähre.
Im Alter von 12 Jahren bestritt er bei den Mini-Südpazifikspielen 2005 seinen ersten internationalen Wettkampf. Es folgten Teilnahmen an den Mikronesienspiele 2006 und im Alter von 13 Jahren an den Schwimmweltmeisterschaften 2007. Weitere Teilnahmen folgten. Bei den ersten Olympischen Jugend-Sommerspielen 2010 in Singapur war er Teil der vierköpfigen Delegation von den Marshallinseln.
Zwei Jahre später trat er bei den Olympischen Sommerspielen in London über 50 m Freistil an, schied jedoch als 46. im Vorlauf aus. Auch bei den Olympischen Sommerspielen 2016 ging er über 50 m Freistil an den Start, schied jedoch erneut im Vorlauf als 63. aus.
Giordan Harris hat zwei jüngere Schwestern.